# St. Marien (Roth)

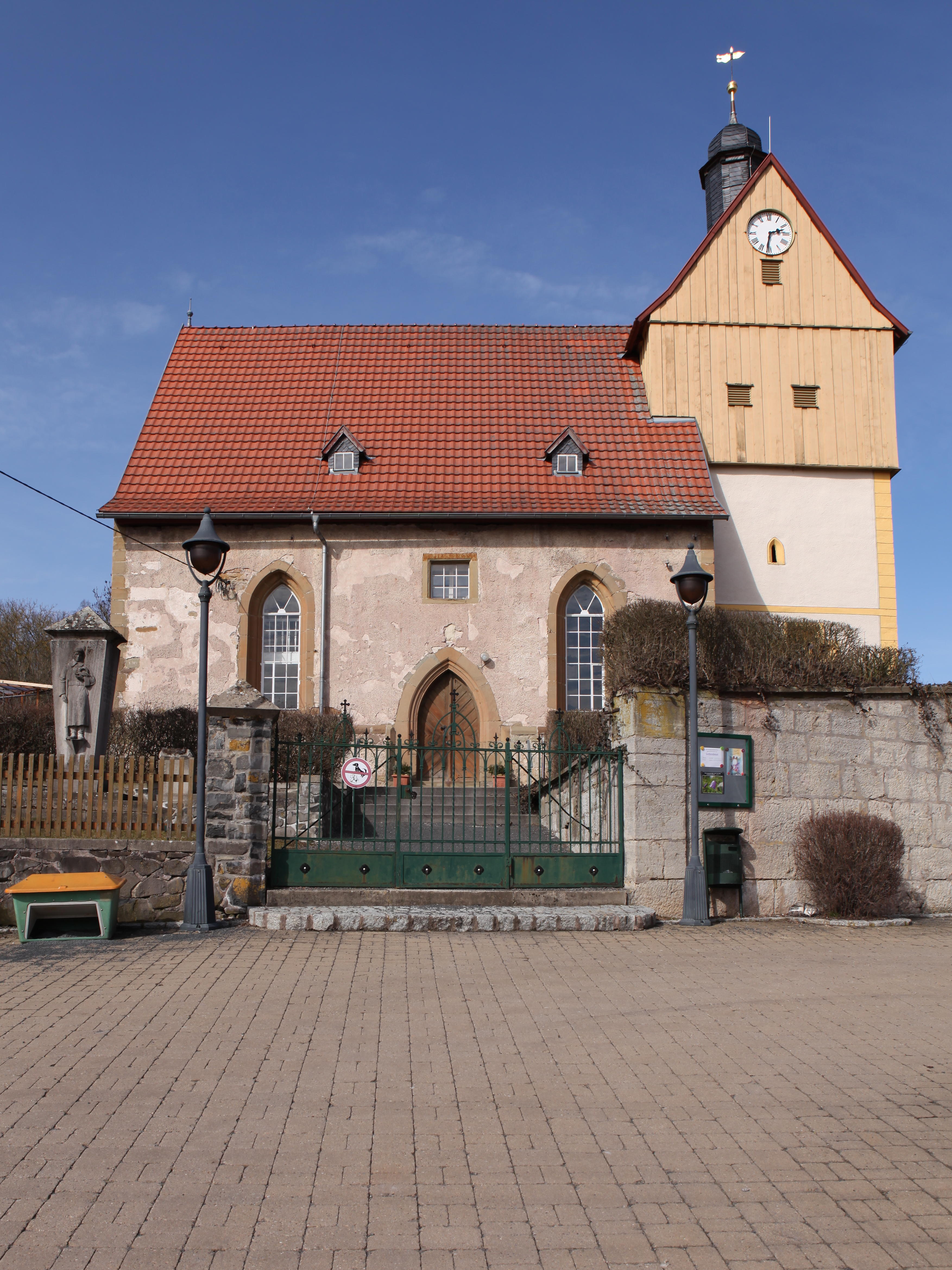
Dorfkirche St. Marien

Die denkmalgeschützte evangelisch-lutherische Dorfkirche St. Marien steht im Ortsteil Roth der Kleinstadt Römhild im Landkreis Hildburghausen in Thüringen.
Die ältesten Teile der Kirche, Altarraum und Sakristei, wurden schon vor 1250 im romanischen Stil erbaut.
Auffällig ist die mit zahlreichen Figuren ausgestattete Kanzel, die vom Bildhauer Hermes Just aus Streufdorf gestaltet wurde.
Der auf der Kanzel stehende Taufengel wurde 1777 vom Hofbildhauer Heinrich Polycarp Merkel zu Hildburghausen geschaffen, der auch die Kanzel neu ausmalte. Der Engel ist mit einem Gelenk am rechten Arm versehen, so dass er damit die Taufschale in ihre Vorrichtung senken kann. 1999 wurde der Kanzelkorb restauriert.
Die Orgel wurde 1864 von Michael Schmidt aus Schmiedefeld unter Verwendung von Holzpfeifen der barocken Vorgängerorgel erbaut.